# Khirokitia

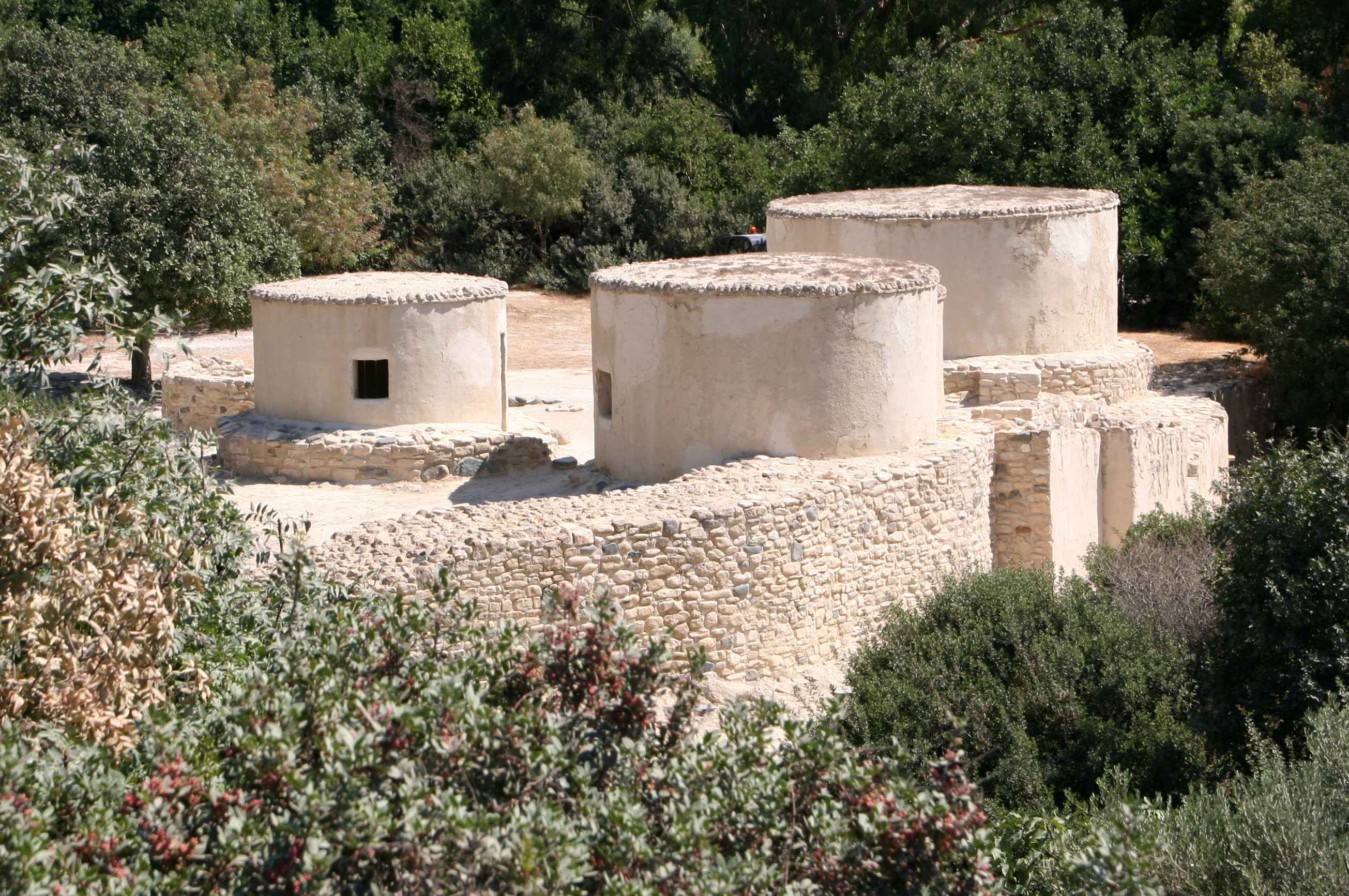
Reconstrucción de las estructuras circulares.

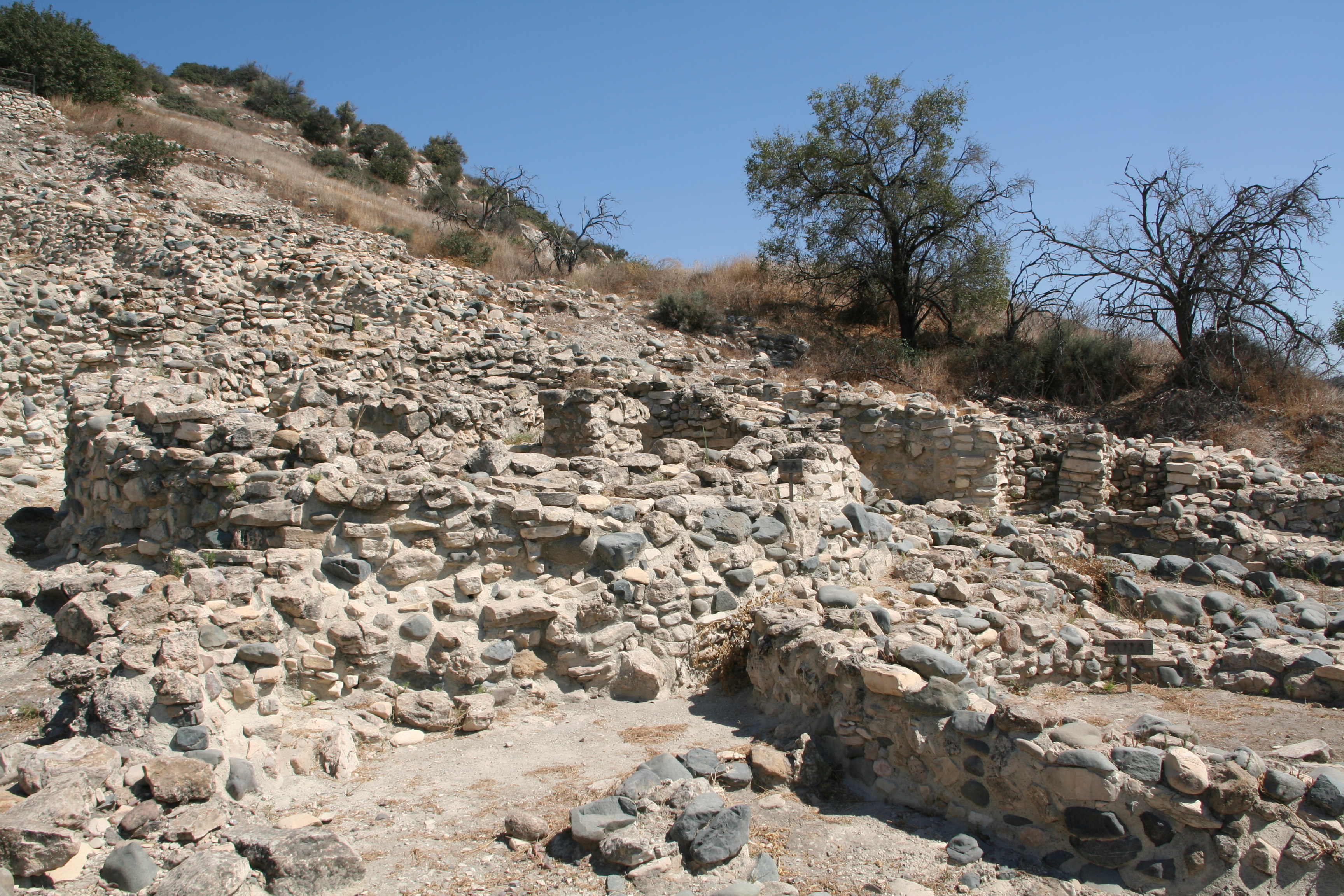
Unidades IA y XIIA.

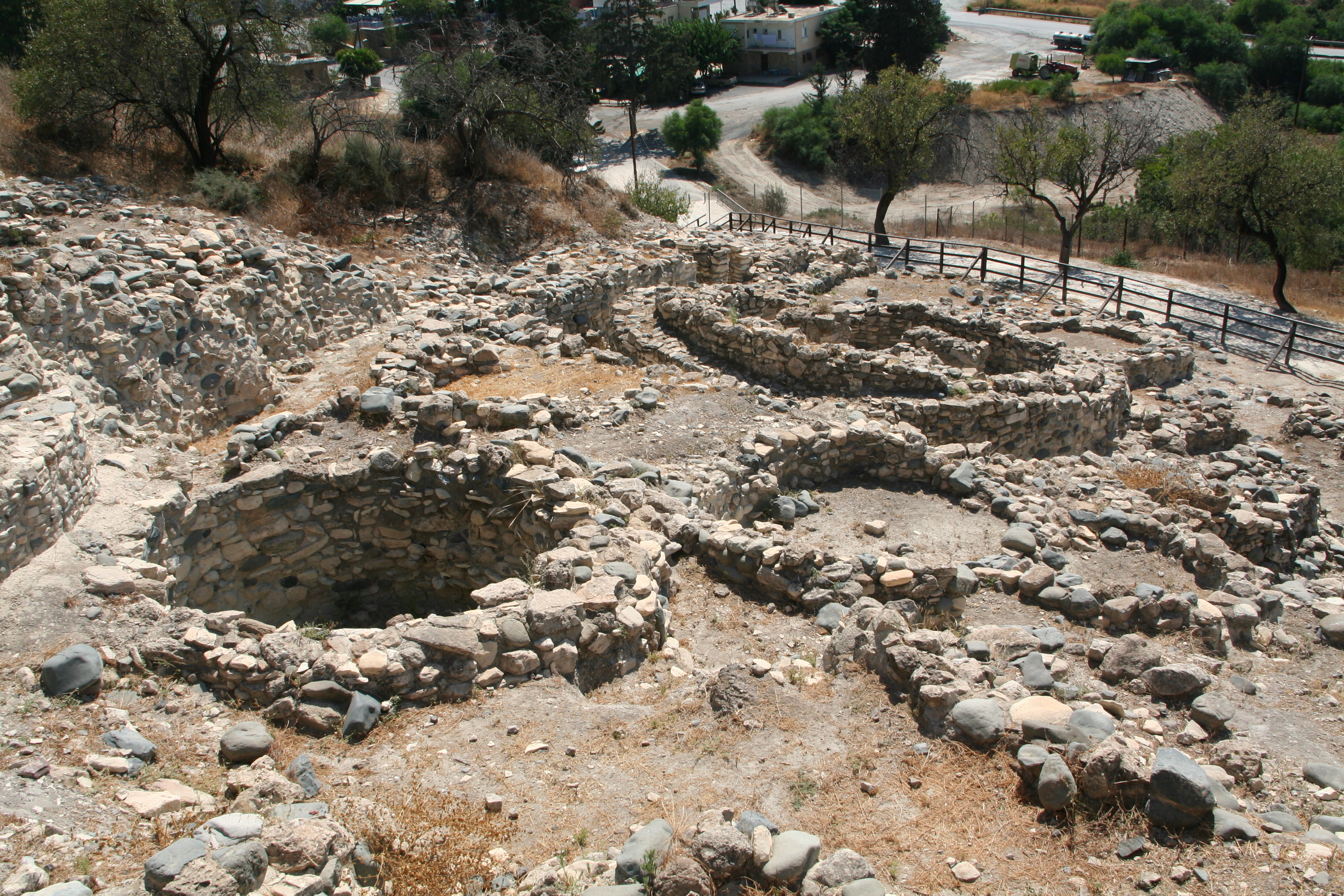
Unidades IA y XIIA.

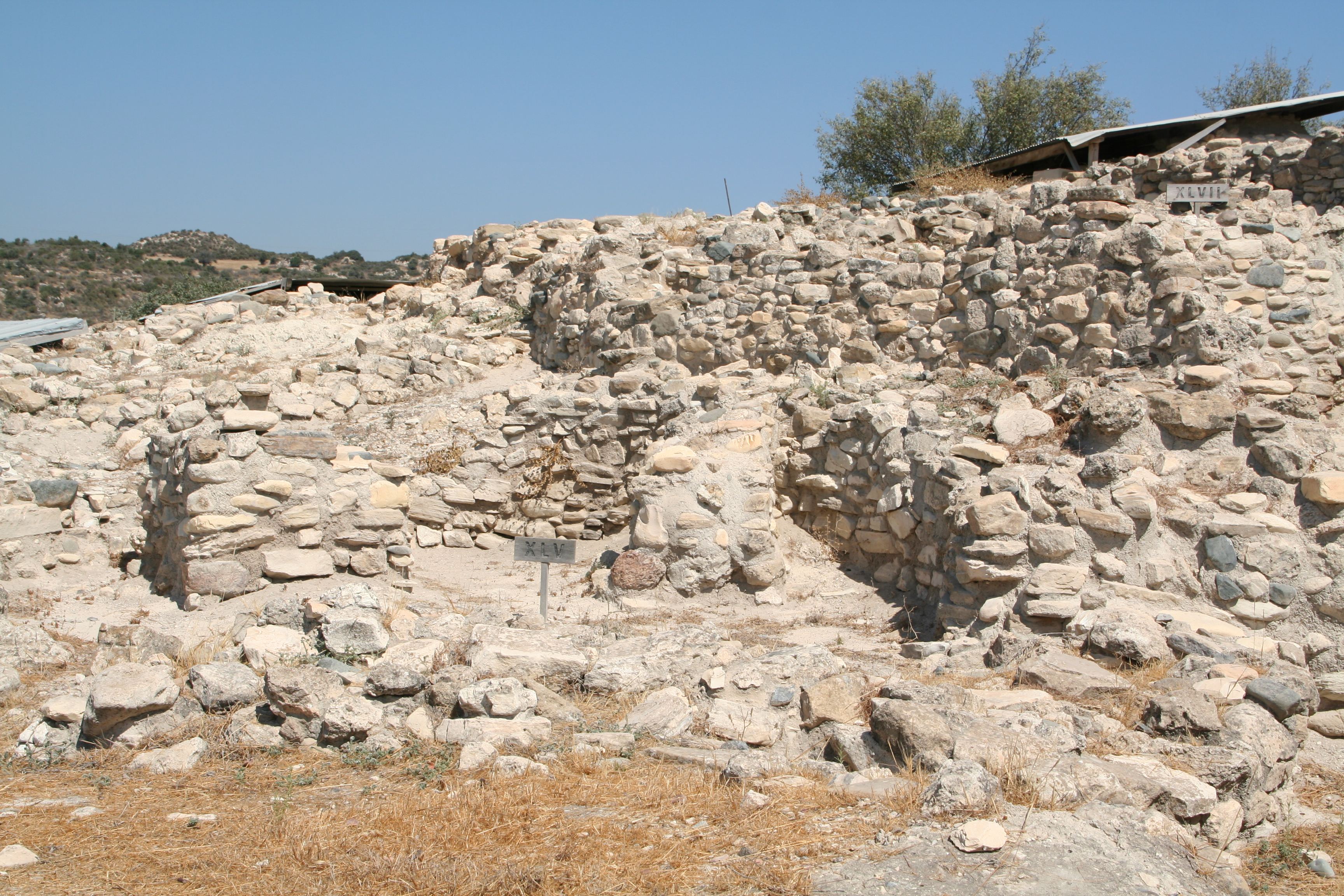
Unidades XLV y XLVII.

Khirokitia es un yacimiento arqueológico en la isla de Chipre en el mar Mediterráneo, que data del Neolítico. También se le llama Khoirokoitía (en griego Χοιροκοιτία, Joirokoitía), Chirokitia y Jirokitia.
En 1998 la Unesco lo inscribió como Patrimonio de la Humanidad.
En este sitio —y en cerca de otros 20 en la isla— está representado el periodo Neolítico acerámico (sin alfarería ni cerámica de ningún tipo).
El sitio fue descubierto en 1934 por el Dr. Porphyrios Dikaios (director del Departamento de Antigüedades de Chipre) y su asistente Joan du Plat Taylor, quienes llevaron a cabo seis excavaciones entre 1934 y 1946.
A principios de los años setenta se realizaron más excavaciones, que tuvieron que ser interrumpidas por la invasión turca de la isla. En 1977, un equipo francés —dirigido por Alain Le Brun— continuó la excavación.
El asentamiento de Khirokitia se encuentra en la ladera de una colina en el valle del río Maroni a 6 km de la costa sur de la isla.
Estuvo habitado entre el VII y el VI milenio a. C.
Los métodos de subsistencia practicados por los habitantes neolíticos incluían la recolección (agricultura) y la ganadería.
Es una aldea cerrada, aislada del mundo exterior, separada de la ribera del río por un fuerte muro de piedras de 2,50 m de espesor y 3,00 m en su punto más alto preservado hasta la actualidad. El acceso a la aldea probablemente se lograba a través de puertas en la pared.
Las casas dentro del perímetro del muro consisten en estructuras circulares juntas entre sí (llamadas tholos).
La parte baja de estas casas generalmente es de piedra y alcanza proporciones enormes debido al constante agregado de más capas de piedras.
Su diámetro externo varía entre 2,30 m y 9,20 m mientras que el diámetro interno es de sólo 1,40 m a 4,80 m.
Recientemente se encontró una casa cuyo techo plano había caído en el interior, lo que indicó que no todos los techos tenían forma de cúpula, como se pensó originalmente.
Las divisiones internas de cada choza dependían del uso que se le daba. Tabiques bajos, plataformas de trabajo, descanso o depósito. Tenían hornos, presumiblemente para cocinar y calentarse, bancos para sentarse y ventanas. En muchos casos hay evidencia de columnas para sostener un piso superior. Se cree que las cabañas eran como habitaciones, varias de las cuales estaban agrupadas alrededor de un patio abierto, y juntas formaban una sola casa.
Se cree que la población de la aldea estuvo entre 300 y 600 habitantes. Las personas tenían una estatura bastante corta: 1,61 m (hombres) y 1,51 m (mujeres). La mortalidad infantil era altísima, y el esperanza de vida era de cerca de 22 años de edad. Los muertos se enterraban acurrucados, directamente debajo de los pisos de las casas. En algunos casos se les dejaban provisiones, por lo que se cree que dentro de sus propias casas tenían algún tipo de culto a los antepasados.
Esta es la más antigua cultura conocida de Chipre, consistía en una sociedad desarrollada y bien organizada que se dedicaba principalmente a recolectar, cazar y criar ganado. La agricultura se basaba en el cultivo de cereales. También recolectaban frutos de los árboles que crecían silvestres en el área circundante, como nueces de pistacho, higos, aceitunas y damascos. Las cuatro especies animales cuyos restos se han encontrado en este sitio son venados, ovejas, cabras y cerdos.
La aldea de Khirokitia fue abandonada repentinamente por causas desconocidas alrededor del año 6000 a. C., y parece que toda la isla quedó deshabitada durante 1500 años, hasta que apareció el siguiente grupo documentado, los sotira.